# Jack Nimitz
Jack Nimitz (11. ledna 1930 Washington, D.C. – 10. června 2009 Los Angeles) byl americký jazzový saxofonista. Ve svých dvanácti letech začal hrát na klarinet a o dva roky později přešel k altsaxofonu a až ve dvaceti k barytonsaxofonu, u kterého vydržel celý život. V letech 1953–1955 hrál v kapele Woodyho Hermana, následně u Stana Kentona a později u Herbieho Manna. Řadu let pracoval jako studiový hudebník a své první album jako leader vydal až v roce 1995. Spolupracoval s řadou hudebníků, mezi které patří Gene Ammons, Kenny Burrell a Lalo Schifrin.